# Königliches Palais (Amsterdam)

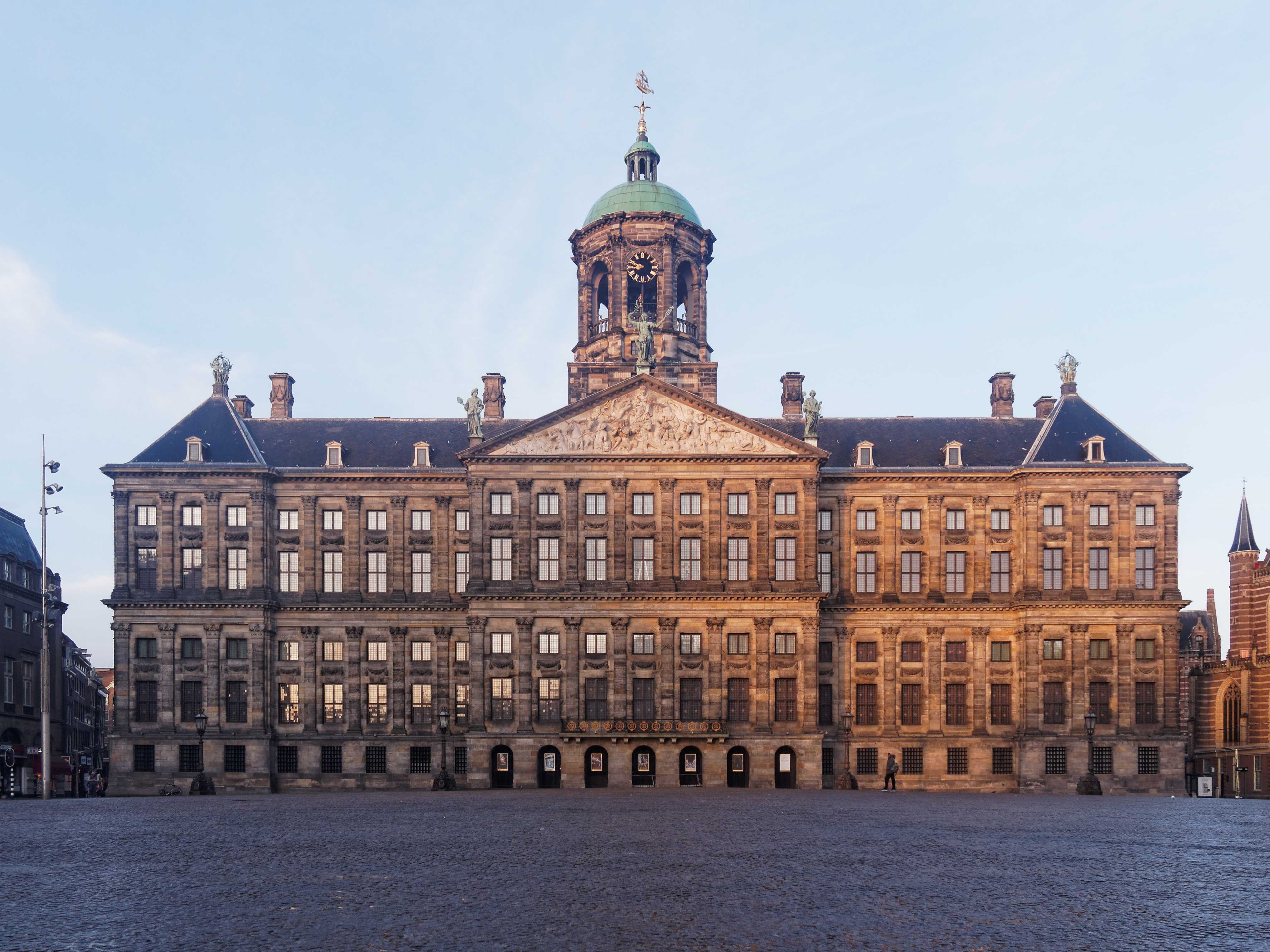
Königliches Palais Amsterdam

Das Königliche Palais (niederländisch Koninklijk Paleis), auch bekannt als Palais auf dem Damm (niederländisch Paleis op de Dam) und Rathaus auf dem Damm (niederländisch Stadhuis op de Dam), befindet sich an der Westseite des Dam-Platzes im Stadtzentrum von Amsterdam. Es wurde von 1648 bis 1665 – als sich Amsterdam im Goldenen Zeitalter auf dem Höhepunkt seiner Macht befand – nach Entwürfen des Architekten Jacob van Campen im niederländisch-klassizistischen Stil als Rathaus errichtet. Die Bildhauerarbeiten stammen aus der Werkstatt von Artus Quellinus.
1808 wurde das Gebäude erstmals nicht als städtisches Rathaus, sondern als königliches Palais verwendet. Seit 1939 wird es dauerhaft von der Königsfamilie des Hauses Oranien-Nassau zu Repräsentationszwecken und als Gästehaus für Staatsgäste genutzt, jedoch nicht als Sitz der Königsfamilie. Direkt vor dem Palais, wo früher ein gotisches Rathaus stand, erhob sich ab 1856 das Denkmal De Eendracht (‚die Eintracht‘) von Louis Royer, das 1914 neu verlegten Straßenbahngleisen weichen musste. 1956 wurde auf dem Platz das Nationalmonument errichtet. Gebäude und Monument wurden zum Rijksmonument erklärt.

## Bedeutung
Das Gebäude gilt als das wichtigste historische und kulturelle Bauwerk des Goldenen Zeitalters der Niederlande. Ursprünglich sollten hier nicht Könige, sondern Bürgermeister residieren; das Gebäude wurde als Sitz des Magistrats und des Stadtgerichts errichtet.
Der Dichter Constantijn Huygens pries es im 17. Jahrhundert als „das achte Weltwunder, mit so viel Stein errichtet, und so viel Holz darunter“, denn der Bau steht auf 13.659 Holzpfählen. Der silberne Spatel, der bei der Grundsteinlegung Verwendung fand, wird noch heute zur Erinnerung ausgestellt.

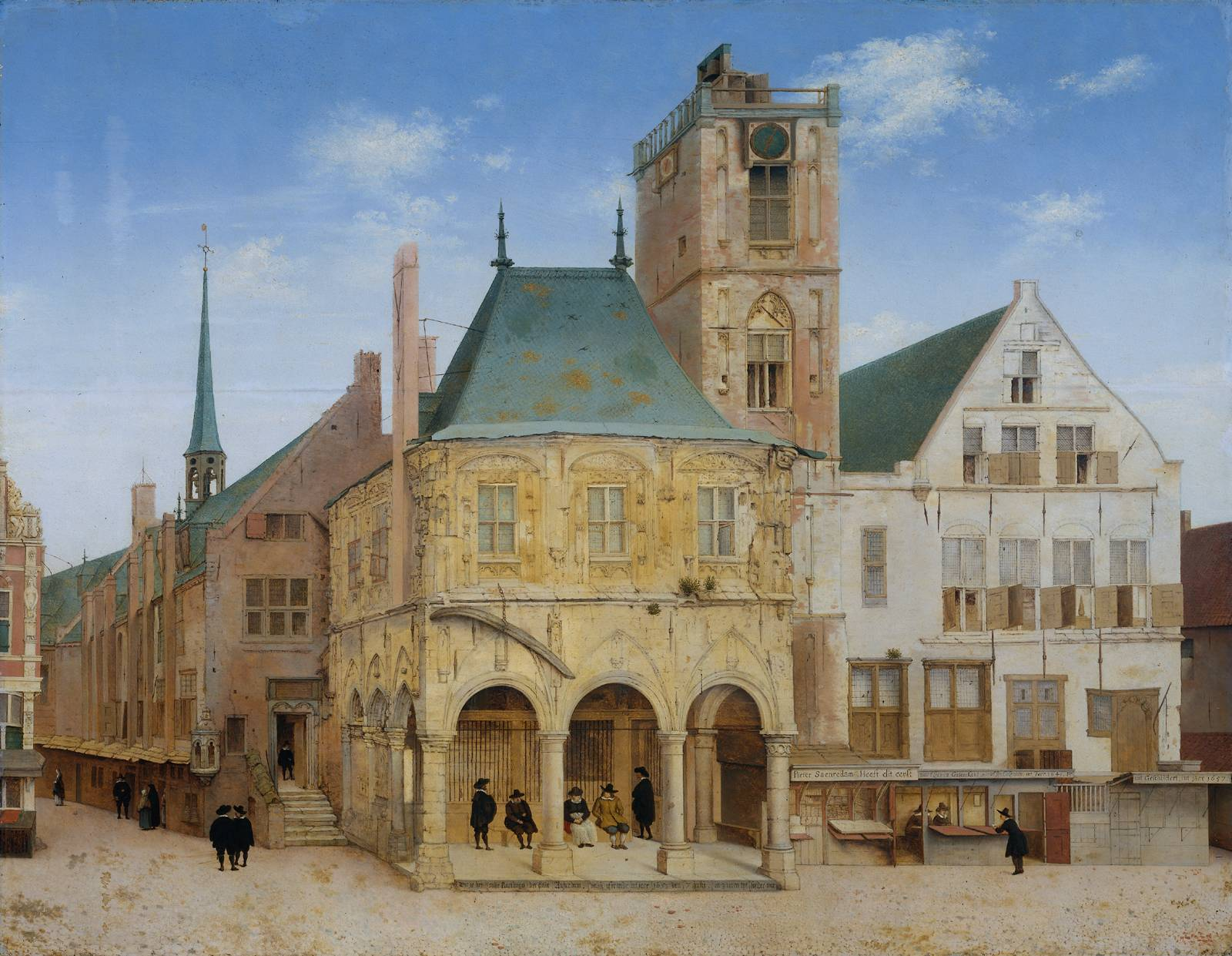
Das alte gotische Rathaus, abgebrannt 1652, Gemälde von Pieter Jansz. Saenredam (1597–1665)
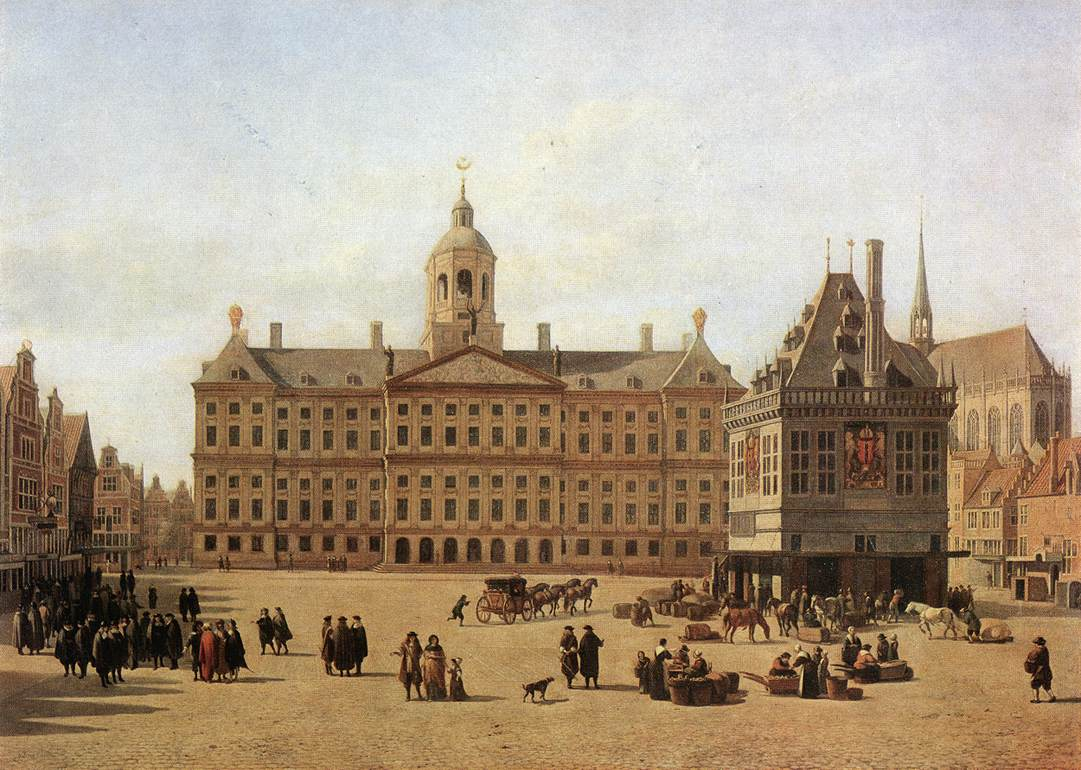
Das Stadhuis auf dem Platz de Dam, Gemälde von Gerrit Adriaenszoon Berckheyde (1638–1698)
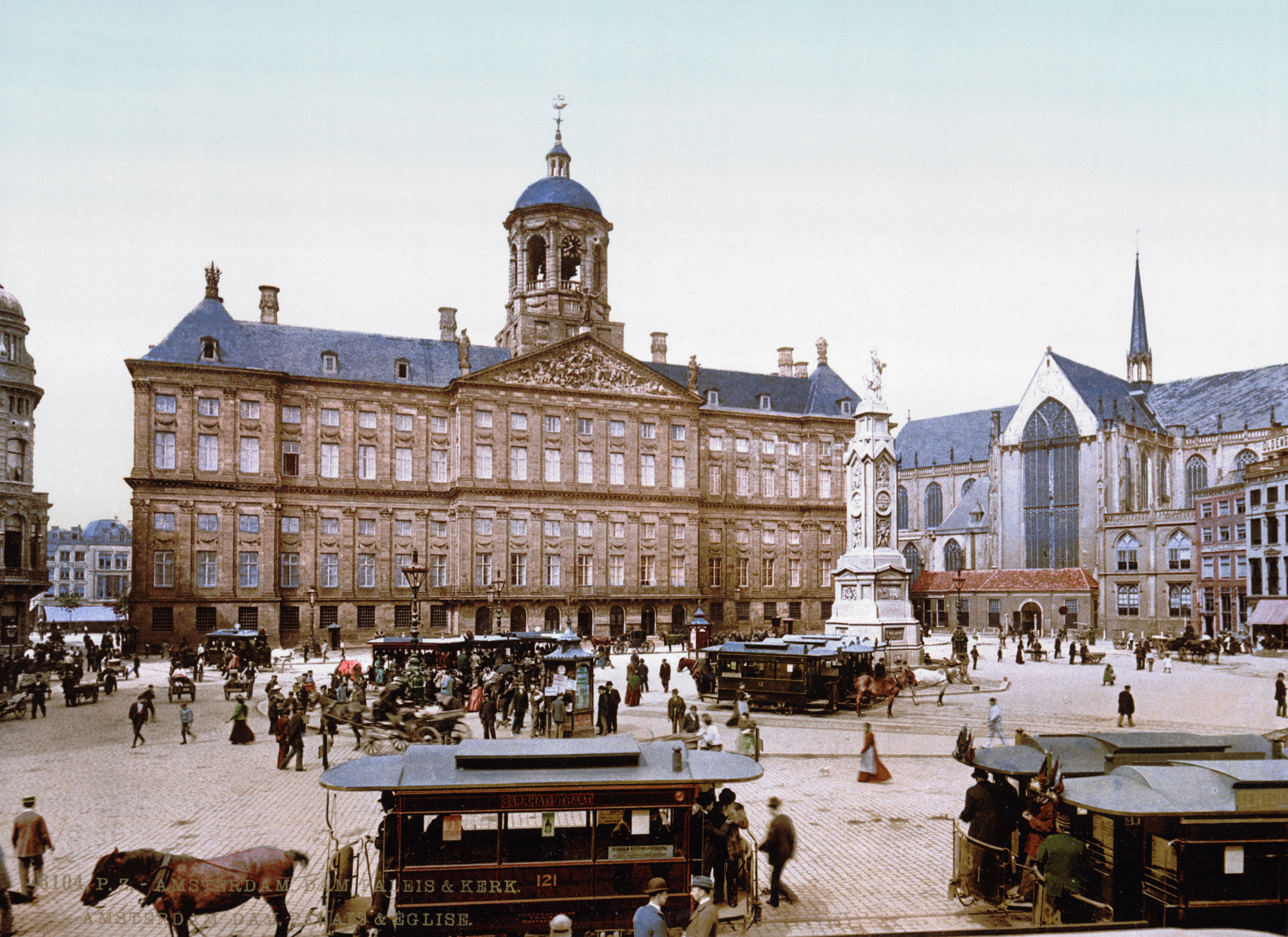
Paleis op de Dam um 1900
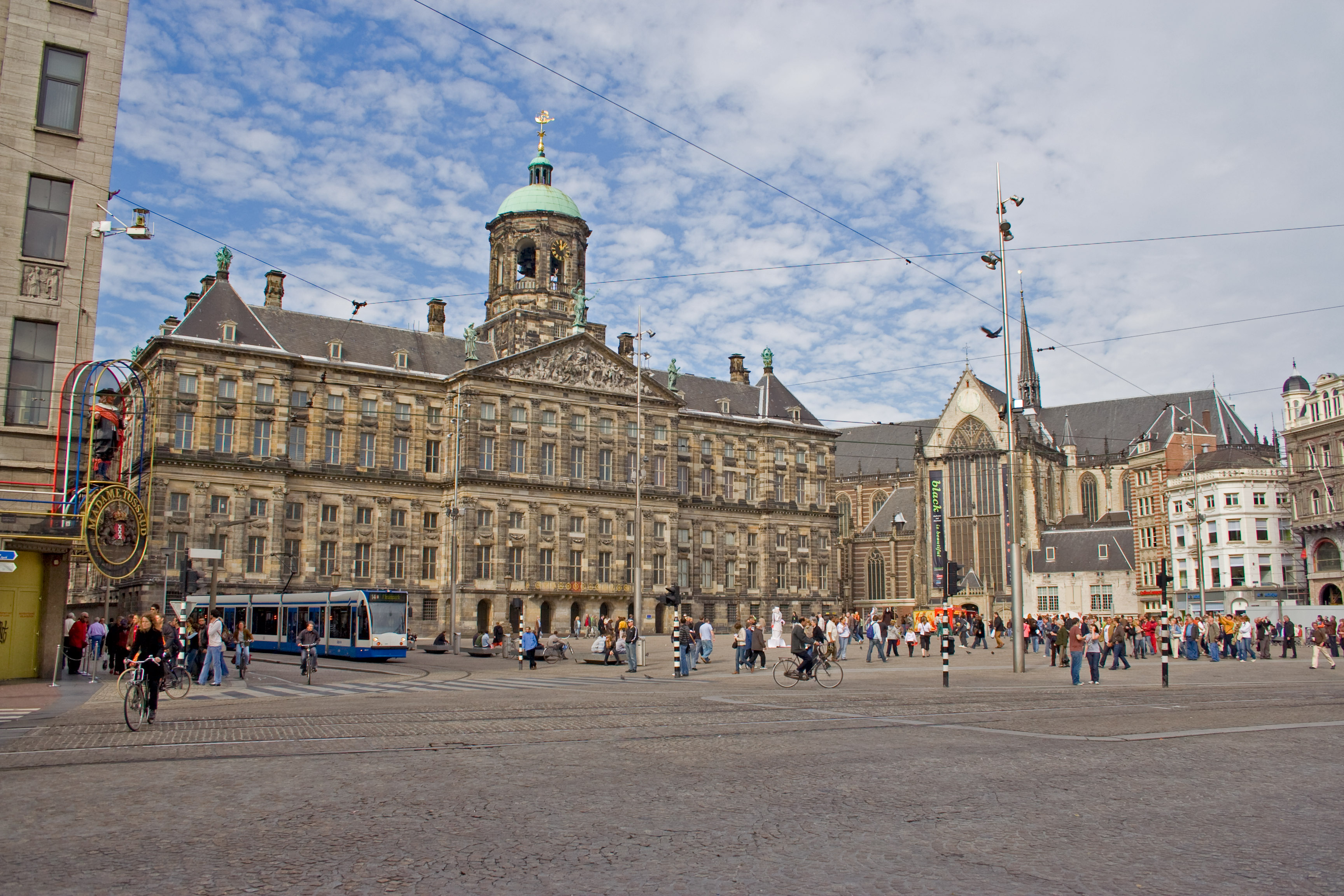
Paleis op de Dam heute
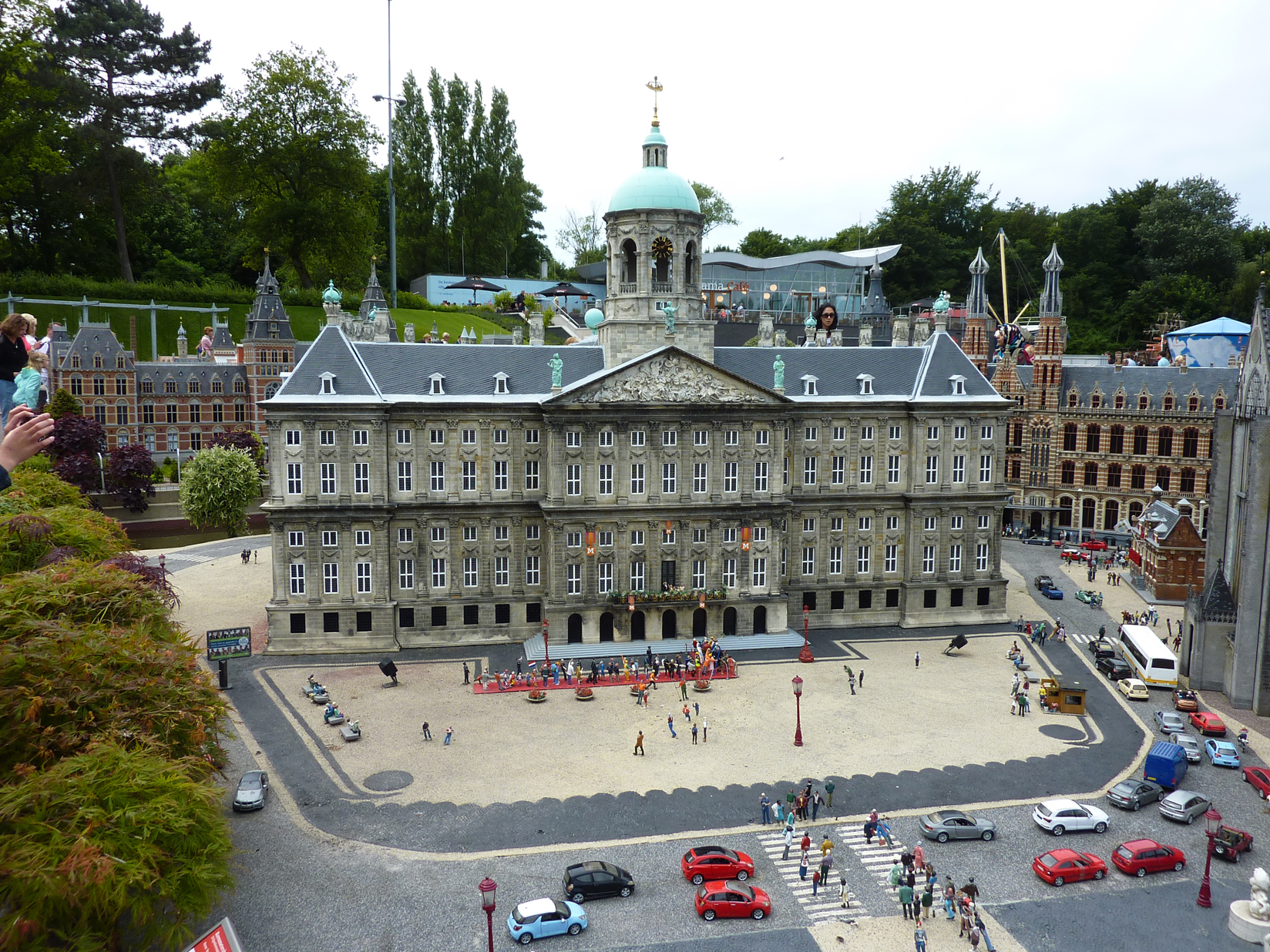
Paleis op de Dam als Miniatur in Madurodam

## Errichtung

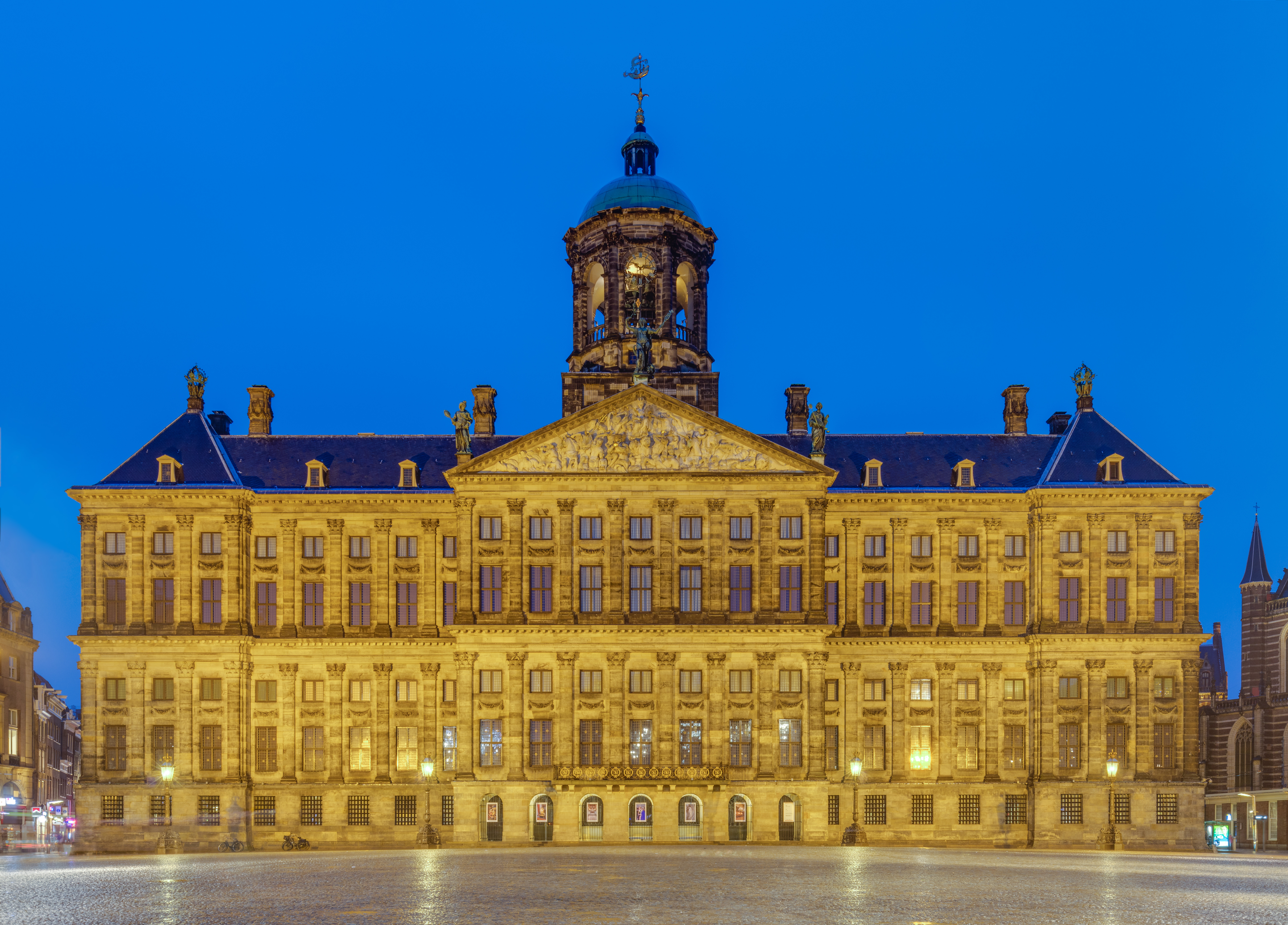
Nachtansicht

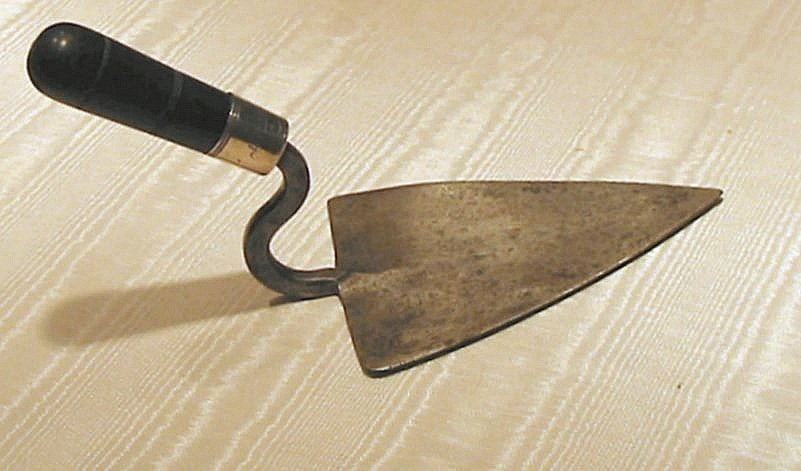
Die silberne Maurerkelle der Grundsteinlegung

Amsterdams altes gotisches Rathaus war baufällig geworden und musste durch ein anderes ersetzt werden. Insbesondere nach dem Willen von Bürgermeister Cornelis de Graeff sollte das neue Stadhuis ein Zeichen für die Unabhängigkeit der Niederlande und den endlich wiedererlangten Frieden setzen und ebenso den Reichtum der Stadt und die Vormachtstellung der Provinz Holland zur Schau stellen. Außer zu den profanen Zwecken der Verwaltung, Rechtspflege und Stadtverteidigung war es also als Statussymbol des Landes und seines Bürgertums geplant. Die Batavische Republik, aus der Republik der Sieben Vereinigten Provinzen hervorgegangen, wurde erst 1806 zur Monarchie, bis dahin wurde die Souveränität von den Ständen getragen. Im Goldenen Zeitalter lag die Herrschaft über den Staat in den Händen von Handelsherren, der damaligen Bezeichnung für Großkaufleute, die das Handels- und Finanzbürgertum darstellten. Materieller Reichtum galt als Gottesgnade und begründete die Macht der Stände, deren Vorbild Venedig war, weshalb sie auch einen Dogenpalast errichten wollten. Dieser galt als republikanisches Zentrum der Republik und als Sitz des Regenten. Cornelis de Graeffs Sohn Jacob de Graeff legte hierzu den Grundstein. Die Entstehungsgeschichte sowie die Jahreszahl dieser Grundsteinlegung wurden von Cornelis de Graeff auf einer in einem der Gerichtssäle befindlichen schwarzen Marmorplatte in lateinischer Schrift festgehalten:

„Am 29. Oktober 1648, in dem Jahr, in dem der Krieg beendet wurde, den die vereinigten niederdeutschen Völker mit den drei mächtigen Philipps, den Königen von Spanien, zu Lande und zur See in beinahe allen Teilen der Erde mehr als 80 Jahre lang geführt haben, nachdem die vaterländische Freiheit und Glaubensfreiheit gesichert waren, haben während der Regierung der vortrefflichen Bürgermeister Gerb. Pancras, Jac. de Graef, Sib. Valchenier Pet. Schaep, Söhne und Blutsverwandte der Bürgermeister durch die Grundsteinlegung das Fundament für dieses Rathaus gelegt.“

Für das neue Gebäude wurden verschiedene Entwürfe geprüft. Es sollte in der Nähe des alten Gebäudes wieder auf dem Dam, Amsterdams einzigem großem, freien Platz in der Innenstadt stehen, der schon lange Zeit die Funktion eines öffentlichen und politischen Forums erfüllt hatte. Bereits seit dem Mittelalter stand hier das Rathaus, vor dem auch öffentliche Hinrichtungen stattfanden. Der Friede von Münster brachte so viel Euphorie und Zuversicht mit sich, dass schließlich der ambitionierteste Plan ausgeführt wurde – der des Baumeisters Jacob van Campen, der sich unter anderem mit der Errichtung von Huis ten Bosch und dem Umbau von Paleis Noordeinde in Den Haag einen Namen gemacht hatte.
Die aufwändige Pfahlgründung, bei der 13.659 Baumstämme in den Boden getrieben wurden, galt architektonisch als achtes Weltwunder. Die Zahl der benötigten Pfähle lernt wohl noch heute jedes niederländische Schulkind mit einer Eselsbrücke: dagen van het jaar, eentje ervoor, negentje erachter (‚die Anzahl der Jahrestage mit einer Eins davor und einer Neun dahinter‘).
Für die technische Ausführung des Baus war der Stadtbaumeister Daniël Stalpaert verantwortlich. Als die Baukosten sich nach einiger Zeit immer mehr erhöhten und außer Kontrolle zu geraten drohten, geriet der Architekt Jacob van Campen in Konflikt mit der Stadtverwaltung, die ihm 1654 Stalpaert auch zur Kostenkontrolle an die Seite stellte. Warum van Campen im selben Jahr seine – allerdings auch bereits weitgehend durchgeführte – Aufgaben niederlegte und Stalpaert die vollständige Bauleitung übertragen erhielt, ist nicht überliefert; selbst Vondel kann darüber nur spekulieren und meint, Stalpaerts eigenmächtige Änderungen von Details der Baupläne hätten van Campens Unmut erregt.
1655 wurde das Rathaus festlich eingeweiht, das Gebäude insgesamt jedoch erst zehn Jahre später fertiggestellt. An der Inneneinrichtung wurde sogar noch bis zum Anfang des 18. Jahrhunderts gearbeitet. Das alte Rathaus war 1652 abgebrannt.

## Lage

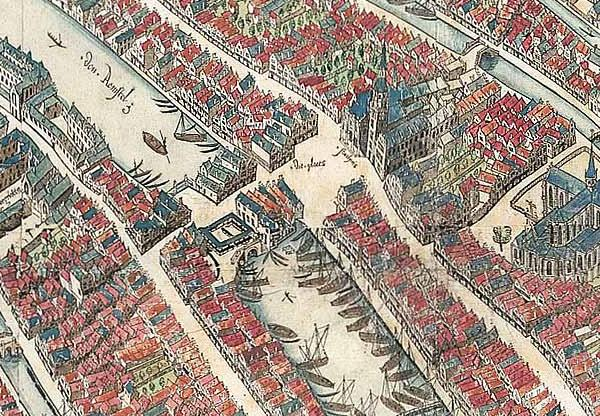
Amsterdam mit dem Platz de Dam im Zentrum, Cornelis Anthonisz, 1544

Der Platz de Dam entstand im 13. Jahrhundert, um den herum die Stadt entstand, die 1275 erstmals urkundlich erwähnt wurde. Zunächst stellte de Dam einen Damm – daher also seine Bezeichnung, die auch für den Stadtnamen Amsterdam namensgebend war – mit Schleuse zur Regulierung der Amstel und Verbindung einzelner Häuseransammlungen dar und entwickelte sich rasch zum zentralen Marktplatz der rasant wachsenden Stadt. In der Abbildung von Cornelis Anthonisz. aus dem Jahr 1544 ist der Zustand vor Errichtung des neuen Rathauses rund zweihundert Jahre nach Gründung der Stadt zu erkennen.
Dominiert wurde der Platz von der im frühen 15. Jahrhundert entstandenen Onze Lieve Vrouwekerk (,Liebfrauenkirche‘), die 1645 nahezu abbrannte und nach dem Neubau Nieuwe Kerk genannt wurde. Hier findet seit 1814 die Inthronisation der niederländischen Königinnen und Könige statt. Ansonsten gab es ein Waagehaus und viele Handels- und Kaufmannshäuser, an die die Schiffe auf der Amstel direkt anlegen und ihre Güter ausladen konnten. Am westlichen Teil (vor der Amstelschleuse) befand sich der bereits jahrhundertealte Fischmarkt.
Am südlichen Teil des Platzes wurde von 1608 bis 1611 von Hendrick de Keyser die erste Amsterdamer Warenbörse errichtet, die 1835 abgerissen wurde. Etwas weiter nordöstlich, dort, wo seit 1914 das Warenhaus De Bijenkorf steht, wurde 1845 die von Jan David Zocher (1791–1870) entworfene Börse eröffnet, die ihrerseits 1903 abgerissen und durch die Beurs van Berlage auf dem Damrak ersetzt wurde.
Der Magistrat Amsterdams hatte bereits Anfang des 17. Jahrhunderts damit begonnen, zahlreiche der verhältnismäßig kleinteiligen Grundstücke, insbesondere im westlichen Teil des Dam, aufzukaufen, um darauf ein großzügiges neues Rathaus anlegen zu können.

## Ausführung

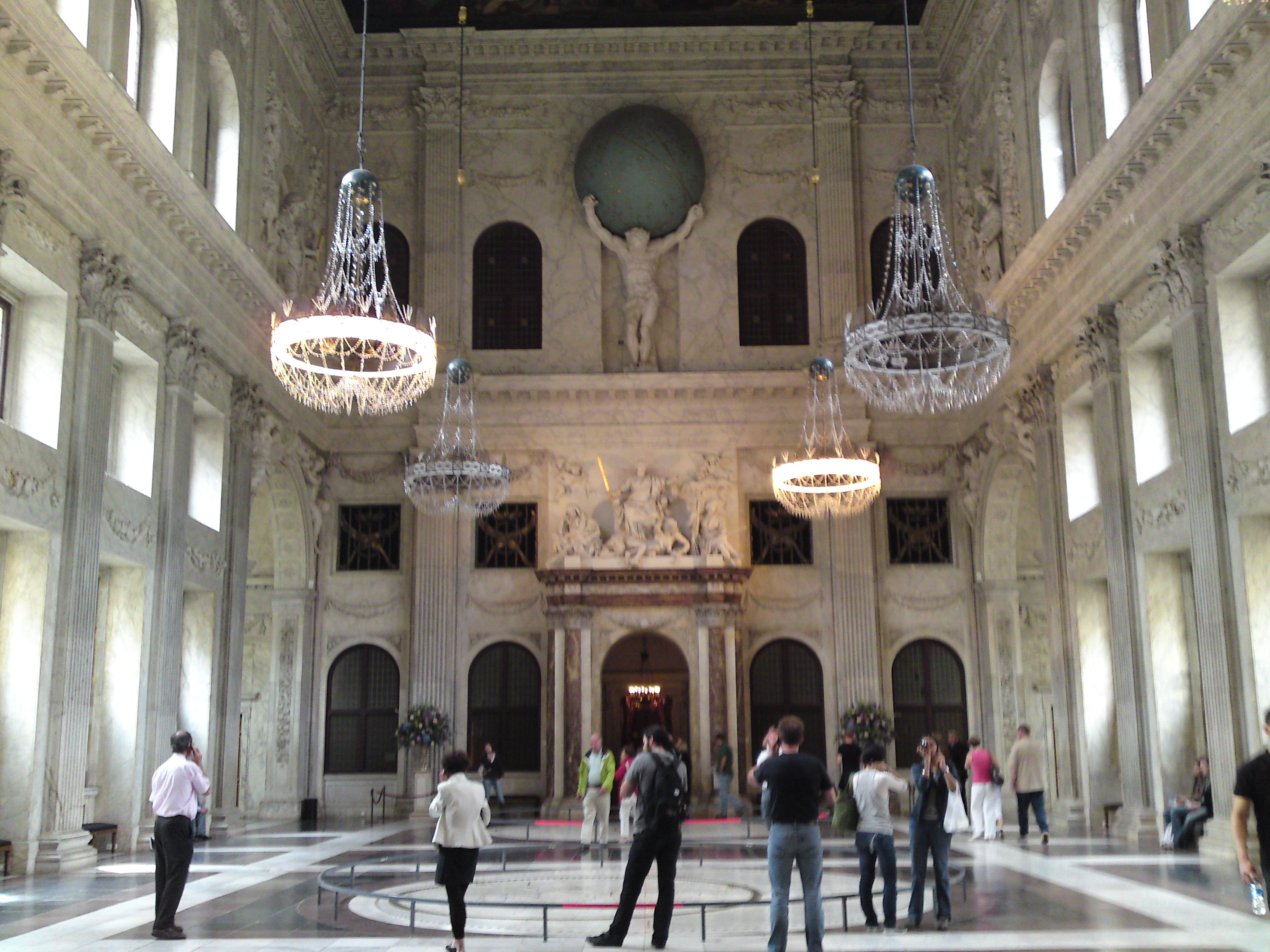
Bürgersaal (Burgerzaal) des Palais mit dem Atlanten

Jacob van Campen ließ sich bei seinen Plänen durch römische Verwaltungspaläste inspirieren; so ist römischer, griechischer, französischer, aber auch calvinistischer Einfluss zu finden. Eine Rolle dürften auch die 1596–1604 publizierten Rekonstruktionen biblischer Gebäude durch den Theologen und Architekturtheoretiker Juan Bautista Villalpando gespielt haben.
Der klassizistische Prachtbau bildet ein Viereck von 80 Metern Länge, 63 Metern Tiefe und 33 Metern Höhe, in der Mitte mit einem gewölbten Dom geziert, aus dem sich ein 20 Meter hoher, mit einer Wetterfahne in der Form einer holländischen Kogge gekrönter Turm erhebt. Auf dem Dach steht eine bronzene Statue, die an den Westfälischen Frieden erinnert, links und rechts davon stehen Figuren, die Klugheit und Gerechtigkeit darstellen, was sich auf den ursprünglichen Verwendungszweck als Rathaus mit Stadtverwaltung und Gerichtshof bezieht.

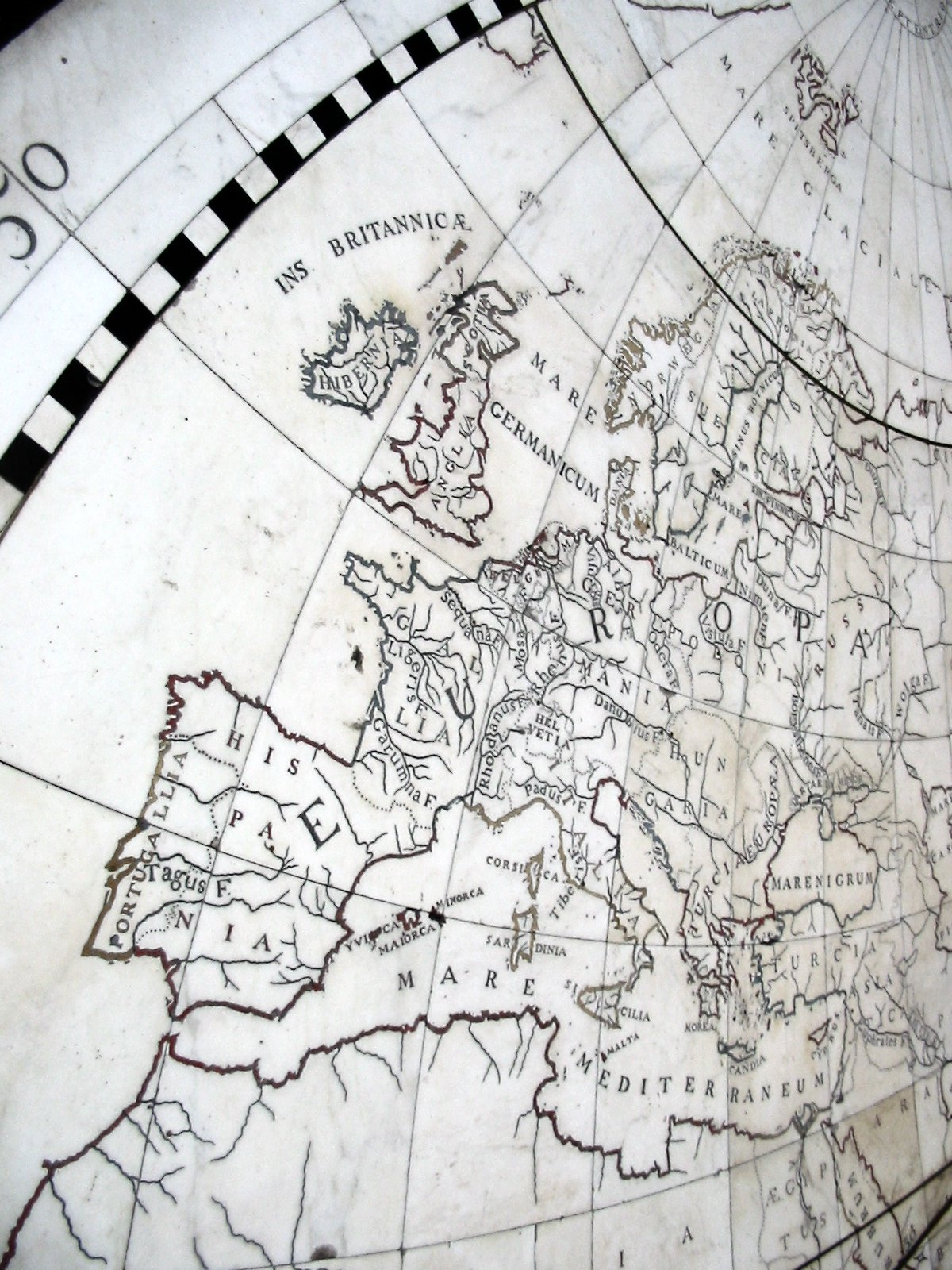
Bürgersaal, Detail des Marmorbodens

Die äußere Erscheinung verbindet Elemente des französischen Schlossbaus (Pavillontrakt-System) mit einer palladianisch geprägten Akzentuierung der Mitte (Risalit mit Dreiecksgiebel). Über einem querrechteckigen, gitterförmigen Grundriss sind die Dienstzimmer und Empfangsräume um Korridore zu beiden Seiten des zentralen Bürgersaals angeordnet. Dieser große, tonnengewölbte Saal geht durch die volle Tiefe und Höhe des Gebäudes.
Das Gebäude wurde ganz in Bentheimer Sandstein ausgeführt, dessen ursprüngliche Farbe eierschalenfarben, fast weiß, war und im Laufe der Zeit verfärbte und nachdunkelte. Zahlreiche Statuen, Reliefs und Wandgemälde zieren das Gebäude, das Hauptgiebelfeld zeigt eine Allegorie der Stadt Amsterdam als Herrscherin der Meere. Der Eingangsbereich befindet sich in der gesamten Breite des Hauptgiebels und ist vorgerückt. Auf Straßenniveau – ohne „trennenden“ Bordstein, um zu unterstreichen, dass das Stadhuis allen Bürgern gleichermaßen gehören solle – erheben sich sieben unverzierte Bögen, die für die sieben Provinzen der damaligen Republik der Sieben Vereinigten Niederlande stehen. Trotz dieser Betonung der Mitte ist der eigentliche Eingang nicht leicht zu finden; dadurch sollte das Gebäude besser vor Angreifern geschützt werden.
Der vergleichsweise kleine Gerichtssaal ist der am prächtigsten ausgestattete Raum, allerdings wurde auf Farbe weitgehend verzichtet, um den „düsteren Verwendungszweck“ zu unterstreichen. Über die Haupttreppe gelangt man in den 28 Meter hohen Bürgersaal, in dem den Amsterdamern sprichwörtlich die ganze Welt zu Füßen gelegt wurde. Er stellt das Universum dar, mit Amsterdam als absolutem Mittelpunkt. In der umlaufenden Galerie befinden sich in den Ecken Sonne, Mond und Planeten, um noch deutlicher zu machen, in welcher Position die Stadt sich sah. Die Wände sind mit allegorischen, bis zu sechs Meter hohen Gemälden behängt, von denen viele von den Rembrandt-Schülern Ferdinand Bol und Govaert Flinck stammen. Gemälde mit mythischen Themen wechseln sich ab mit Statuen aus Bibelmotiven mit „dem zurechtweisenden und warnenden Finger“ der Calvinisten: Atlas, der die Welt auf seinem Rücken trägt; die unter ihm stehende Justitia (die Gerechtigkeit) mit ihren Helfern: dem Tod, einem Skelett, das eine ablaufende Sanduhr in der Hand hält, und der Strafe, dargestellt durch eine Frau mit Marterwerkzeugen. Die Gerechtigkeit vertreibt die Habsucht, König Midas mit seinen Eselohren, und den Neid, vertreten durch eine hässliche Frau mit Schlangen als Haar.
Alle Hauptsäle sind mit Marmor verkleidet, höhere Wandpartien dabei mit täuschend echt marmoriertem Holz kaschiert, um das Bauwerk nicht unnötig schwer zu machen. So auch der 36 Meter lange und 18 Meter breite Ratssaal, einer der größten Europas. Auffallend sind die Empiremöbel, eine Hinterlassenschaft Louis Bonapartes, der als „Lodewijk Napoleon“ erster König von Holland und mit dem das Rathaus zum königlichen Palais wurde. Praktisch in allen Räumen findet man Skulpturenschmuck und Gemälde. In vielen Räumen gibt es leuchtende Deckenfresken. In der Assekuranzkammer konnten sich die Amsterdamer Bürger gegen verschiedene Unwägbarkeiten absichern. In der Konkurskammer zeigt ein mahnendes Relief den Sturz des Ikarus, rundum sind Ratten zu sehen, die an unbezahlten Rechnungen nagen.

## Nutzung als Schloss

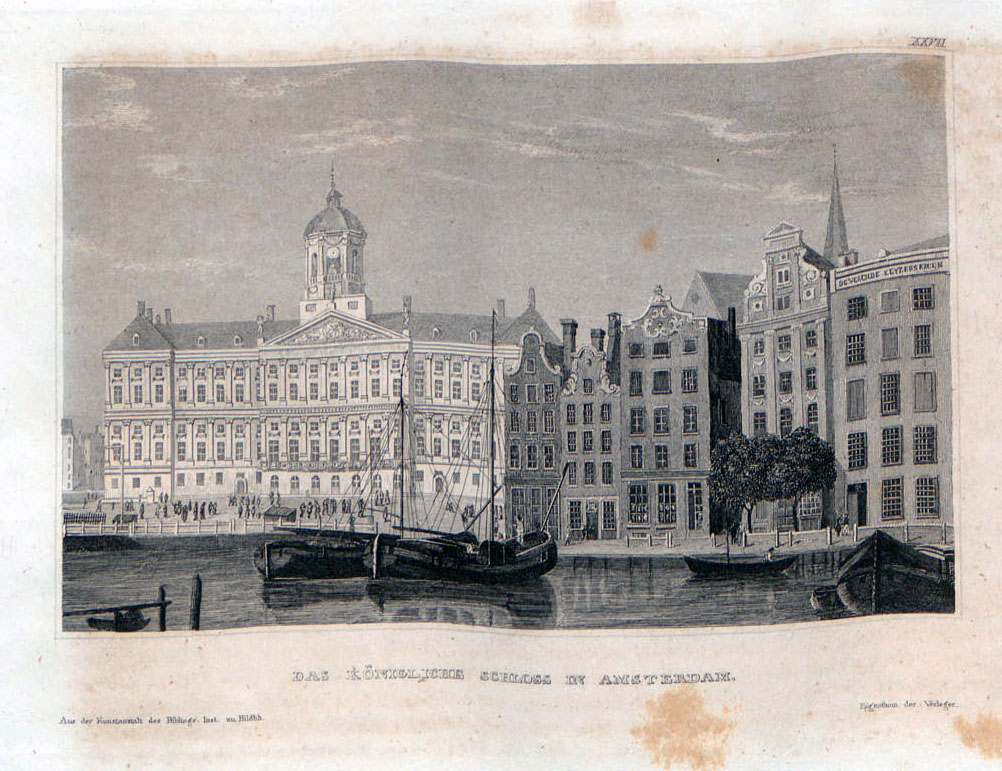
Königliche Schloss, Meyer’s Universum, 1833

1808 wurde das Gebäude vom Rathaus zur Residenz für König Louis Bonaparte umgewandelt, der sich für Amsterdam als Residenzstadt entschieden hatte. Seither wird es als Koninklijk Paleis („Königliches Palais“) bezeichnet. Im Risalit wurden ein Balkon eingebaut und die Galerien mit Holzwänden unterteilt. Louis Bonaparte gründete im Palais ein königliches Museum, das die Grundlage für das spätere Rijksmuseum darstellte. 1810, als die Niederlande von Frankreich annektiert wurden, diente es vorübergehend sogar als kaiserliches Palais. 1813, nach dem Abzug der Franzosen, wurde das Palais an die Stadt Amsterdam zurückgegeben und diente zunächst wieder als Rathaus und nach der Schlacht bei Waterloo und dem Wiener Kongress als Residenz des niederländischen Königshauses. Am 30. März 1814 wurde Willem I. hier als souveräner Fürst inthronisiert. 1939 kaufte die niederländische Regierung das Gebäude für zehn Millionen Gulden von der Stadt Amsterdam. Bis zur Zeit von Königin Wilhelmina, die sich dort oft zeigte, wurde das Palais von der königlichen Familie regelmäßig genutzt. Symbolhaft erschien sie 1948 mit ihrer Tochter Juliana auf dem Balkon des Schlossbaus, nachdem sie zu ihren Gunsten abgedankt hatte.

## Heutige Verwendung
1966 wurde die Hochzeit von Beatrix mit Prinz Claus im Palais ausgerichtet; bei ihrer Inthronisation als Königin 1980 erschien Beatrix auf dem Balkon, wo sich im Februar 2002 auch ihr ältester Sohn und Nachfolger Willem-Alexander anlässlich seiner Heirat mit Máxima zeigte. Ansonsten sind Mitglieder der königlichen Familie nur noch zu offiziellen Empfängen, wie beispielsweise zum Neujahrsempfang anwesend. Daneben wird das Gebäude als Residenz für Staatsgäste und andere hohe Besucher genutzt.
Im 20. Jahrhundert wurde das Gebäude mehrfach restauriert, die Umbauten Louis Bonapartes wurden weitgehend rückgängig gemacht. Ab September 2005 war es zu längerfristigen Restaurationszwecken geschlossen, auch der Wohntrakt für die Staatsgäste wurde renoviert. Die Kosten der Arbeiten wurden auf 67 Millionen Euro geschätzt.
Die Neueröffnung erfolgte im Juni 2009. Das Gebäude wurde der Öffentlichkeit wieder für Besichtigungen zugänglich gemacht. Künftig sollen dort deutlich mehr kulturelle Ereignisse stattfinden. Bislang wurde es von jährlich rund 100.000 Besuchern besichtigt; zusätzlich fanden in den Sommermonaten Ausstellungen statt, so 2004 mit Werken von Ludolf Bakhuizen (1630–1708).

## Trivia
Der Saal des rekonstruierten Stadthauses bildet die Kulisse von Pieter de Hoochs Gemälde Musizierende Gesellschaft im Neuen Amsterdamer Stadthaus (ca. 1663–1665).